# Friedrich Ehrendorfer
Friedrich Ehrendorfer (* 26. Juli 1927 in Wien; † 28. November 2023 in Wien) war ein österreichischer Botaniker und Pflanzensystematiker. Die Abkürzung seines Autorennamens ist Ehrend.

## Leben
Friedrich Ehrendorfer studierte von 1945 bis 1949 an der Universität Wien Biologie mit dem Schwerpunkt Botanik und Paläontologie. Er promovierte mit 22 Jahren, mit 28 Jahren erhielt er eine Dozentur. Während eines Fulbright-Stipendiums forschte er in Kalifornien. Von dort brachte er die Ideen der sogenannten 'Modern Synthesis', nämlich die Verbindung von Cytogenetik, Evolutionsforschung und Phylogenie nach Europa und etablierte sie hier. Ehrendorfers Beitrag zum Cold Spring Harbor Symposium 1959 wurde hierbei zum Meilenstein. 1965 wurde er Professor an der Karl-Franzens-Universität Graz, 1970 an der Universität Wien. Er war lange Jahre Vorstand des Instituts für Botanik und Direktor des Botanischen Gartens der Universität Wien. In seine Amtszeit fiel der Ausbau des Instituts, der 1992 beendet werden konnte. 1995 emeritierte Ehrendorfer, setzte seine Forschungen jedoch fort. Seine Frau Luise, geborene Schratt, ist ebenfalls Botanikerin. Er wurde am Ober Sankt Veiter Friedhof bestattet.

## Forschung und Wirken
Sein Forschungsschwerpunkt waren Untersuchungen zur karyologischen, molekularen und vergleichenden Evolutionsforschung und Biosystematik der Höheren Pflanzen. Wichtig war für ihn der interdisziplinäre Dialog zwischen einzelnen botanischen Disziplinen.
Ehrendorfer beschäftigte sich mit der Systematik folgender Gattungen: Labkräuter (Galium), Schafgarben (Achillea), Witwenblumen (Knautia), Wermut (Artemisia), Eichen (Quercus) und Schwingel (Festuca).
Von 1971 bis 1998 war er für fünf Auflagen Mitherausgeber des Strasburger - Lehrbuch der Botanik für Hochschulen und verantwortlich für die Abschnitte Evolution und Systematik, Samenpflanzen und  Geobotanik.
Bereits in den 1960er Jahren initiierte er einen Verbreitungsatlas der Gefäßpflanzen Europas. Im Zuge der Vorarbeiten entstand die Liste der Gefäßpflanzen Mitteleuropas.
Die Österreichische Botanische Zeitschrift baute er um in die international verbreitete Zeitschrift Plant Systematics and Evolution.
Nach Ehrendorfer ist die Pflanzengattung Ehrendorferia aus der Familie der Mohngewächse (Papaveraceae) und eine Blattflohgattung (Phylloidea) mit dem Namen Ehrendorferiana benannt, die auf Cupressaceae saugt.

## Auszeichnungen und Mitgliedschaften
- Kardinal-Innitzer-Preis 2010, für sein Lebenswerk
- Wirkliches Mitglied der mathematisch-naturwissenschaftlichen Klasse der Österreichischen Akademie der Wissenschaften
- Ehrenmitglied der Deutschen Botanischen Gesellschaft
- Ehrenmitglied der Gesellschaft für Biologische Systematik (seit 2004)
- Foreign Honorary Member der American Academy of Arts and Sciences, Cambridge, Mass. (seit 1990)
- Mitglied der Deutschen Akademie der Naturforscher Leopoldina in Halle (seit 1977)[9]
- Mitglied der Academia Europaea (seit 1993)[10]
- Ausländisches Mitglied der Georgischen Akademie der Wissenschaften
- Mitglied der Bulgarischen Akademie der Wissenschaften
- Mitglied der Academia Nacional de Ciencias de Córdoba, Argentinien (seit 1997)
- Goldenes Ehrenzeichen für Verdienste um das Land Wien (2003)[11]

## Schriften
- Mitherausgeber: Strasburger – Lehrbuch der Botanik für Hochschulen. 30. bis 34. Auflage
- Ferdinand Starmühlner, Friedrich Ehrendorfer (Redaktion): Naturgeschichte Wiens in vier Bänden. Jugend & Volk, Wien 1970–1974
- Differentiation-Hybridization Cycles and Polyploidy in Achillea. Friedrich Ehrendorfer. Cold Spring Harb Symp Quant Biol 1959 24: 141-152; doi:10.1101/SQB.1959.024.01.014